# Brock Parker
John Brock Parker (* 15. August 1981) ist ein professioneller US-amerikanischer Pokerspieler. Er ist dreifacher Braceletgewinner der World Series of Poker.

## Persönliches
Parker stammt aus Silver Spring und lebt auch heute noch dort. Er spielte das Sammelkartenspiel Magic: The Gathering und kam von dort zum Poker.

## Pokerkarriere

### Werdegang
Parker spielte von Februar 2006 bis April 2017 online unter den Nicknames t soprano (PokerStars), bobcards2 (Full Tilt Poker), PogFanatic (partypoker) und Maria Nuccia (UltimateBet). Seine Onlinepoker-Turniergewinne liegen bei knapp 2,5 Millionen US-Dollar. Im Jahr 2007 stand er beim PokerStake-Ranking, das die erfolgreichsten Onlinepoker-Turnierspieler weltweit listet, zeitweise auf dem dritten Platz. Im Jahr 2006 brachte er seinem Freund Justin Bonomo das Pokern bei. Bonomo ist heute der erfolgreichste Pokerspieler nach Live-Turnierpreisgeldern.
Seine erste Geldplatzierung bei einem Live-Turnier erzielte Parker Anfang November 2022 bei den Master Classics of Poker in Amsterdam. Im Mai 2004 war er erstmals bei der World Series of Poker (WSOP) im Rio All-Suite Hotel and Casino am Las Vegas Strip erfolgreich und konnte sich zweimal im Geld platzieren. Bei der WSOP 2009 gewann er innerhalb von vier Tagen gleich zwei Turniere, die ihm zwei Bracelets und knapp 900.000 US-Dollar Preisgeld einbrachten. Mitte November 2012 setzte sich der Amerikaner bei den Borgata Fall Poker Open in Atlantic City durch und erhielt eine Siegprämie von mehr als 370.000 US-Dollar. Anfang Juni 2014 gewann er bei der WSOP 2014 ein Turnier der Variante Limit Omaha Hi/Lo und sicherte sich damit sein drittes Bracelet sowie den Hauptpreis von knapp 450.000 US-Dollar. Beim Main Event der World Poker Tour in Atlantic City wurde Parker Ende April 2015 Siebter und erhielt rund 140.000 US-Dollar. Seitdem blieben größere Turniererfolge aus.
Insgesamt hat sich Parker mit Poker bei Live-Turnieren knapp 4 Millionen US-Dollar erspielt.

### Braceletübersicht
Parker kam bei der WSOP 77-mal ins Geld und gewann drei Bracelets:
| Jahr | Buy-in (in $) | Turnier                              | Teilnehmer | Preisgeld (in $) |
| ---- | ------------- | ------------------------------------ | ---------- | ---------------- |
| 2009 | 02.500        | Limit Hold’em / Six Handed           | 0367       | 223.697          |
| 2009 | 02.500        | No-Limit Hold’em / Six Handed        | 1068       | 552.745          |
| 2014 | 10.000        | Limit Omaha Hi-Low Split-8 or Better | 0178       | 443.407          |